# 邯郸记
《邯鄲記》，是中國明朝劇作家湯顯祖於萬曆二十九年（1601年）創作的傳奇劇本，全劇共三十齣，為玉茗堂四夢（又稱「臨川四夢」）中最後完成之作。此劇與《南柯記》、《牡丹亭》（原名《還魂記》）、《紫釵記》共同構成湯顯祖戲劇創作之代表，反映其晚年對官場腐敗與人生虛幻的批判思想。

## 創作淵源
《邯鄲記》改編自唐代沈既濟所著傳奇小說《枕中記》，劇情框架基本沿襲原作，但湯顯祖在戲曲化過程中強化道教度化主題。據《湯顯祖年譜》記載，此劇完成於作者辭去遂昌知縣職務歸隱後，學界普遍認為劇中對官場黑暗的描寫與其仕宦經歷密切相關。

## 劇情概要
全劇以八仙之呂洞賓下凡度化書生盧生為主線：
- 第一至七齣：呂洞賓為接替何仙姑掃花之職，於邯鄲道上遇熱衷功名的盧生，授以磁枕引其入夢
- 第八至二十六齣：盧生夢中經歷娶崔氏、中狀元、治河功、征吐蕃、遭宇文融構陷、流放崖州等宦海浮沉
- 第二十七至三十齣：盧生夢醒頓悟，隨呂洞賓蓬萊證道

## 藝術特色
此劇採用南北曲合套形式，文林閣刊本保留完整宮調系統。湯顯祖通過夢幻敘事手法，將科舉舞弊、黨爭傾軋等明代社會現實融入唐代故事背景，中國藝術研究院戲曲研究所指出其「以夢寫實」的創作手法深刻影響後世崑曲《邯鄲夢》改編本。

## 文化影響
- 清代曹雪芹在《紅樓夢》第十八回「元妃省親」情節中，特別提及賈府戲班演出《仙緣》一折（即《邯鄲記》第三十齣〈合仙〉），紅學研究者周汝昌認為此安排暗喻賈寶玉最終「悟道」結局。
- 當代戲曲舞台以上海崑劇團2005年改編版最受關注，該版本獲中國戲劇節優秀劇目獎，主演計鎮華憑盧生一角獲白玉蘭戲劇表演藝術獎主角獎。

## 研究文獻
主要學術研究成果包括：
- 徐朔方《湯顯祖評傳》（南京大學出版社，1993年）
- 香港嶺南大學《文學與宗教：湯顯祖與明代思潮》國際研討會論文集（2007年）
- 《戲曲研究》第84輯「《邯鄲記》專題」（文化藝術出版社，2012年）